# 마죠가리타
〈마죠가리타〉(일본어: マジョガリータ 마죠가리타[*])는 일본의 걸 그룹 제2세대 에비스 마스캇츠의 4번째 싱글 앨범이다.

## 수록곡
1. 〈마죠가리타〉(일본어: マジョガリータ) [4:51]
2. 〈Twenty-Nine〉 [3:58]
3. 〈Class〉(feat.チームモンスター) [4:04]
4. 〈마죠가리타〉(インストゥルメタル) [4:51]
5. 〈Twenty-Nine〉(インストゥルメタル) [3:58]
6. 〈Class〉(チームモンスター) (インストゥルメタル) [4:01]

## 같이 보기
- 제2세대 에비스 마스캇츠